# 일원터널
일원터널(逸院터널)은 서울특별시 강남구 일원동에서 개포동을 잇는 길이 약 280M의 터널이다.
부터널명으로 광평터널이라고도 불린다.

## 접속 노선
- 양재대로
- 광평로
- 영동대로

## 근처 정보
- 일원역
- 중산고등학교
- 대모산